# Bob Seger
Robert Clark „Bob” Seger (ur. 6 maja 1945 w Dearborn) – amerykański muzyk rockowy, wokalista, gitarzysta i pianista. Laureat Grammy (1981).

## Życiorys
Urodził się w Dearborn w Michigan jako syn Charlotte i Stewarta Segera. Wychowywał się ze starszym bratem  George’em. Jego ojciec był pracownikiem w fabryce Forda, a jednocześnie półetatowym muzykiem jazzowym grającym w lokalnym big bandzie. W 1963 ukończył Pioneer High School w Ann Arbor. Po ukończeniu szkoły średniej odrzucił możliwości studiów wyższych i poświęcił się karierze muzyka. 
Przez blisko dziesięć pierwszych lat swej muzycznej kariery był nikomu nieznanym muzykiem grającym wraz z grupą The Decibels wszystko, co było modne w latach sześćdziesiątych. Szczęście uśmiechnęło się do niego w 1969 kiedy to został dostrzeżony przez producentów. Pierwszy nagrany singiel z antywojennym songiem „2+2=?”, przeszedł niemal niezauważony, lecz już następny – „Ramblin’ Gamblin’ Man”, okazał się przebojem i otworzył Segerowi drogę do wielkiej kariery. 
W czasie jej szczytu dorównywał w popularności The Eagles i Bruce'owi Springsteenowi. W tym okresie dużo nagrywał i intensywnie koncertował dając do 200 występów na rok. W 1974 wystąpił 167 razy. W czasie swej kariery sprzedał ponad 20 milionów albumów. 
Po roku 1986 wycofał się w prywatność, sporadycznie jednak nagrywając nowy materiał. Do największych przebojów Boba Segera należą: „Ramblin’ Gamblin’ Man”, „Night Moves”, „Mainstreet”, „Sunspot Baby”, „The Fire Down Below”, „Rock and Roll Never Forgets”, „Still the Same”, „Hollywood Nights”, „Shakedown”, „We’ve Got Tonight”, „Old Time Rock & Roll”, „Fire Lake”, „Against the Wind”, „You’ll Accommp’ny Me”, „Shame On the Moon” i „Like a Rock”.
W 1987 Bob Seger został wprowadzony do Alei Gwiazd w Los Angeles, a 15 marca 2004 do Rock and Roll Hall of Fame.
W latach 1987–1988 był żonaty z Annette Sinclair. 10 lipca 1993 poślubił Juanitę „Nitę” Dorricott, z którą ma syna Christophera Cole Seger (ur. 1992) i córkę Samanthę Char (ur. 16 kwietnia 1995).

## Dyskografia Boba Segera
- Ramblin' Gamblin' Man (1969)
- Noah (1969)
- Mongrel (1970)
- Brand New Morning (1971)
- Smokin' O.P.'S (1972)
- Back in '72 (1973)
- Seven (1974)
- Beautiful Loser (1975)
- Live Bullet (1976)
- Night Moves (1976)
- Stranger in Town (1978)
- Against the Wind (1980)
- Nine Tonight (1981)
- The Distance (1982)
- Like a Rock (1986)
- The Fire Inside (1991)
- Greatest Hits (1994)
- It's a Mystery (1995)
- Greatest Hits 2 (2003)
- Face the Promise